# Elezioni parlamentari in Finlandia del 1907
Le elezioni parlamentari in Finlandia del 1907 si tennero il 16 e 17 marzo per l'elezione dell'Eduskunta; si trattò delle prime elezioni del Paese e rappresentarono il primo caso di suffragio universale in Europa.
Furono eletti 181 uomini e 19 donne, che divennero le prime parlamentari donne al mondo. Tra di loro vi furono Lucina Hagman, Miina Sillanpää, Anni Huotari, Hilja Pärssinen, Hedvig Gebhard, Ida Aalle-Teljo, Mimmi Kanervo, Eveliina Ala-Kulju, Hilda Käkikoski, Liisi Kivioja, Sandra Lehtinen, Dagmar Neovius, Maria Raunio, Alexandra Gripenberg, Iida Vemmelpuu, Maria Laine, Jenny Upari e Hilma Räsänen. Molti si erano aspettati più elette; alcune donne si resero conto che le donne finlandesi necessitavano di sfruttare questa opportunità, organizzandosi e istruendosi. Le neodeputate Lucina Hagman e Maikki Friberg, insieme a Olga Oinola, Aldyth Hultin, Mathilda von Troil, Ellinor Ingman-Ivalo, Sofia Streng e Olga Österberg fondarono la prima divisione dell'Associazione delle Donne Finlandesi ad Helsinki.

## Risultati
Sistema proporzionale con voto di preferenza.
| Liste                                | Voti    | %     | Seggi |
| ------------------------------------ | ------- | ----- | ----- |
| Partito Socialdemocratico Finlandese | 329.946 | 37,03 | 80    |
| Partito Finlandese                   | 243.573 | 27,34 | 59    |
| Partito dei Giovani Finlandesi       | 121.604 | 13,65 | 26    |
| Partito Popolare Svedese             | 112.267 | 12,60 | 24    |
| Lega Agraria                         | 51.242  | 5,75  | 9     |
| Unione Operaia Cristiana Finlandese  | 13.790  | 1,55  | 2     |
| Altri                                | 18.568  | 2,08  |       |
| Totale                               | 890.990 |       | 200   |